# Città sotterranea di Pechino

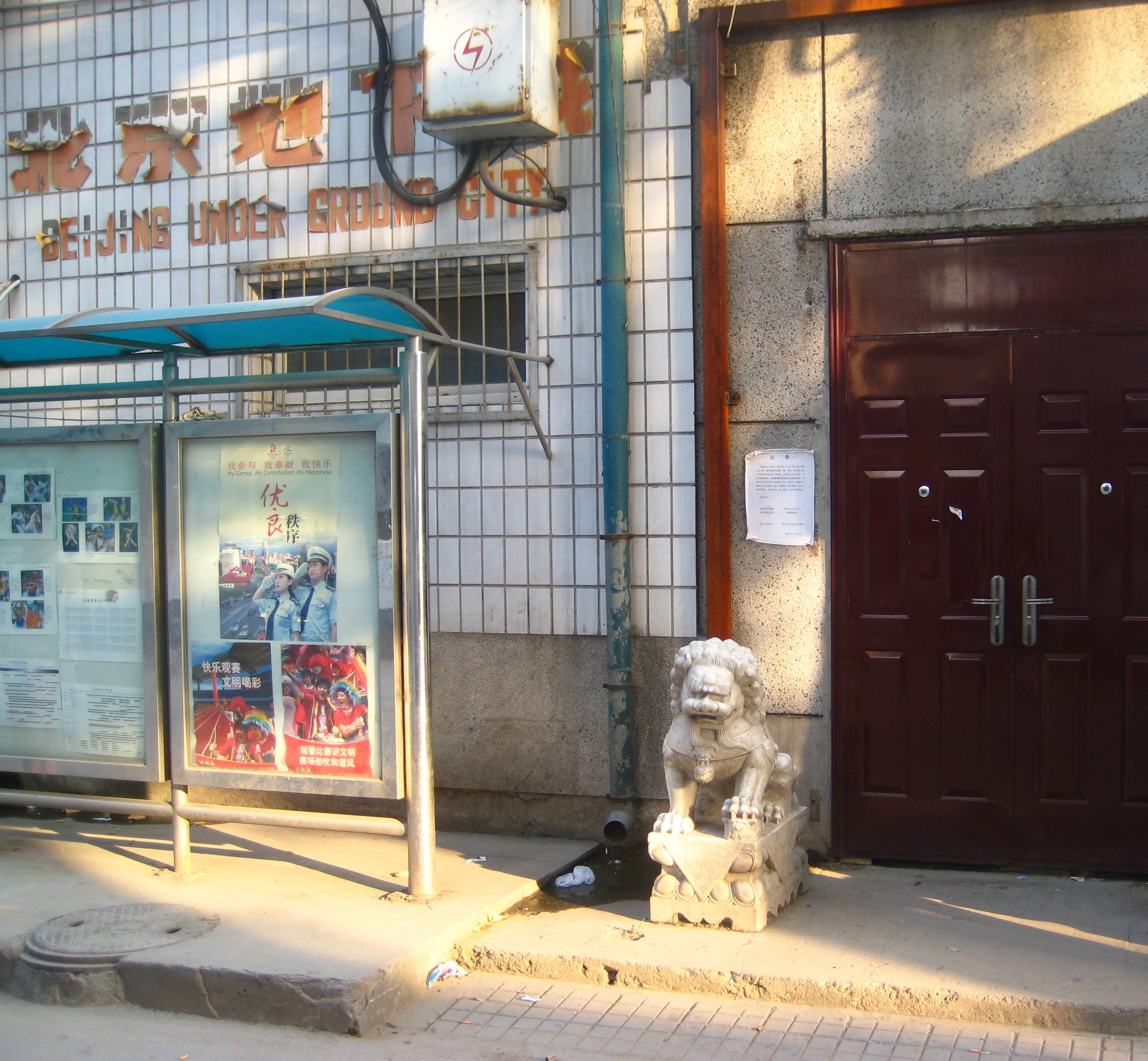
Uno dei pochi ingressi pubblici conosciuti della città sotterranea, nei pressi della porta Qianmen.

La città sotterranea di Pechino (in cinese: 地下城S, Dìxià ChéngP) è una rete di gallerie situata sotto la città di Pechino, che fungeva da rifugio antiatomico durante la guerra fredda. È stata costruita tra il 1969 e il 1979, quando, in seguito alla crisi sino-sovietica, si presentò la minaccia di una guerra nucleare contro l'Unione Sovietica.

## Storia
Nel 1969, dopo lo scontro tra le truppe cinesi e sovietiche sull'isola Zhēnbǎo Dǎo, apice della crisi tra Cina e Unione Sovietica, il presidente del Partito Comunista Cinese Mao Zedong ordinò la costruzione della città sotterranea. Essa fu progettata in modo tale da resistere ad un bombardamento convenzionale, nucleare e ad un attacco con armi chimiche. Il suo scopo era di dare protezione alla popolazione della capitale e consentire l'evacuazione dei membri del governo in caso di attacco. Secondo fonti ufficiali, la rete di gallerie poteva accogliere fino a 6 milioni di persone, un numero equivalente alla popolazione di Pechino a quel tempo.
Il complesso era dotato di servizi come ristoranti, cliniche, scuole, teatri, fabbriche, magazzini per grano e olio, una pista di pattinaggio a rotelle e un impianto per la coltivazione dei funghi. C'erano anche almeno 70 luoghi dove si sarebbe potuto scavare un pozzo per estrarre acqua se necessario. Furono installati avanzati sistemi di ventilazione, con 2300 pozzi di aerazione verso l'esterno che potevano essere sigillati nel caso di attacchi con gas velenosi. Gli accessi alle gallerie erano protetti da paratie stagne e antigas e da sbarramenti di cemento che potevano proteggere il complesso da attacchi biochimici e ricadute radioattive.
Non ci sono informazioni ufficiali sull'estensione del complesso, ma si ritiene che le gallerie colleghino diverse parti della città di Pechino e i più importanti edifici governativi, tra cui Zhongnanhai, la Grande Sala del Popolo e le basi militari nella periferia della città. In caso di attacco nucleare, il piano era di evacuare metà della popolazione nella città sotterranea e l'altra metà sulle colline a ovest di Pechino.
Le gallerie sono state scavate da più di 300.000 abitanti della città. Mura, torri e porte cittadine antiche di secoli sono state abbattute per fornire materiale da costruzione, tra cui le antiche porte di Xizhimen, Fuchengmen e Chongwenmen. Il complesso viene utilizzato per diverse attività, dal momento che le gallerie rimangono fresche d'estate e non eccessivamente fredde d'inverno. Nel 2000 parti del complesso sono state aperte al pubblico per scopi turistici, ma tutto è stato poi richiuso nel febbraio 2008.

## Caratteristiche
Le gallerie sono situate sotto il centro della città, ad una profondità compresa tra gli 8 e i 18 metri, e coprono un'area di 85 km². Vi erano circa 90 ingressi al complesso, nascosti all'interno di negozi nella zona di Zhengyangmen; tuttavia col tempo la maggior parte di essi è stata murata.